# Richard Böhringer
Richard Böhringer (* 20. März 1980 in Berlin) ist ein deutscher Filmregisseur, Filmproduzent und Kameramann.

## Ausbildung
Nach dem Abitur an der Königin-Luise-Stiftung in Berlin arbeitete Richard Böhringer an diversen Spielfilm und Dokumentarfilm Produktionen in verschiedenen Positionen. Von 2002 bis 2005 studierte er an der internationalen Filmschule Köln (ifs) Filmregie.

## Werk und Arbeit
2005 veröffentlichte er seinen Abschlussfilm "Geschäft mit Träumen", eine Literaturverfilmung der Kurzgeschichte von Ingeborg Bachmann.
2014 lief sein Film "Pastrami Sandwich" nach einer Kurzgeschichte von Etgar Kerret auf dem Rhode Island Filmfestival. 2016 drehte er im Auftrag von YouTube eine 360 Grad Video Kampagne unter dem Titel "#NichtEgal", welche auf unterschiedliche Aspekte von Flucht in der deutschen Gesellschaft aufmerksam machen sollte.
2022/23 drehte Richard Böhringer die erste Staffel der Doku-Serie Skate Evolution, die ab Mai 2023 in der ARD-Mediathek zu sehen ist.
2023 wurde in der ARD Mediathek die Doku "Alles Blinde" über die erste deutsche Frauen Blindenfußball Weltmeisterschaft Beteiligung veröffentlicht, bei der Richard Böhringer verantwortlich für die Kamera und Produktion war.
Seit 2005 arbeitet Richard Böhringer außerdem als Regisseur und Kameramann für Werbefilm Produktionen.

## Filmografie (Auszug)
- 2005: Geschäft mit Träumen, Kurzfilm (20 min.); Regie, Drehbuch
- 2006: Heimkehrer, Spielfilm; Regie, Drehbuch
- 2008: Uschi M. (3 min.) Kurz-Dokumentarfilm; Kamera; Aufführung Hamburger Kurzfilm Festival[1]
- 2011: Von Hand zu Hand, Kurzfilm (14 min.), Regie, Drehbuch, Schnitt, Produzent
- 2012: Pastrami, Kurzfilm (7 min.); Regie
- 2023: Skate Evolution, Miniserie (3 Folgen), Regie zusammen mit Andreas Kramer und Johannes F. Sievert